# SV Kaiserwald Riga
SV Kaiserwald Riga (lett. SV Ķeizarmežs Rīga) war ein Sportverein in der lettischen Hauptstadt Riga. Er war beheimatet im gleichnamigen Stadtteil Kaiserwald.

## Geschichte
Der Fußballabteilung des von deutschbaltischen Bewohnern der Stadt, die damals zum Russischen Reich gehörte, gegründeten Vereins, entstand im Herbst 1909. Kaiserwald bezeichnete den nördlich der Stadt gelegenen Villenvorort, der um die Jahrhundertwende als Gartenstadt konzipiert wurde (lettisch Mežaparks). Nach der Gründung gehörten der Mannschaft einige britische Spieler an. Der Sportlehrer Kārlis Verkentīns wurde ihr erster Trainer.
Im Frühjahr 1910 gründete Kaiserwald zusammen mit dem Britisch Football Club und Union Riga die Rigaer Fußballliga – die erste Fußballorganisation auf dem Gebiet Lettlands. Von 1910 bis 1914 nahm der Verein an der Riga Football League (RFL) und nach der Unabhängigkeit Lettlands von 1922 bis 1923 und wieder 1925 an der Lettischen Fußballmeisterschaft teil. Nach dem Gewinn der RFL 1913 gewann Kaiserwald 1922 und 1923 die Lettische Meisterschaft. Zu den gewonnenen Titeln gehören der Agthe-Pokal 1912 und 1913, der vom Vereinsmitbegründer Ādolfs Agte gestiftet worden war. Im Jahr 1934 wurde der Verein aufgelöst.

## Bedeutende Spieler
- Harijs Fogels
- Arvīds Graupners
- Ludvigs Maršics
- Arvīds Plade
- Kurts Plade
- Teodors Plade
- Voldemārs Plade
- Česlavs Stančiks

## Erfolge
- Lettischer Fußballmeister: 1922, 1923
- RFL: 1913
- Agthe-Pokal: 1912, 1913